# Soho Farmhouse
Pour les articles homonymes, voir Soho et Farmhouse.
Soho Farmhouse est un hôtel,,, ouvert en 2015 et situé dans les Cotswolds proche de Chipping Norton, à côté de Great Tew. Celui-ci, mettant en scène une bucolique vie campagnarde, est décrit comme chic et bio. Il rencontre très rapidement le succès peu après son ouverture, voyant nombre de personnalités passer dans ses murs.

## Historique
À l'origine prévu par Nick Jones (en) pour n'être que de simples cabanes avec une petite piscine, le projet se voit rapidement transformé en un hôtel chic et prisé, entre autres par nombre de personnalités,  les investisseurs sont venus nombreux renforcer le projet et les travaux durent finalement quinze mois. Celui-ci est bâti sur 40 hectares autour d'un ancien corps de ferme du XVIIIe siècle complété de deux cottages et d'un moulin. Le site est composé d'une quarantaine de bungalows (« cottages ») avec terrasse et équipés de deux ou trois chambres, avec tout le confort moderne sous cette image champêtre,. Un tiers de ces logements est adapté à recevoir des familles avec enfants, le reste étant réservé aux adultes. Malgré tout, une grande zone leur est spécifiquement aménagée avec jouets, aire de jeux, ou tipis sous les arbres. 
Au-delà de la piscine intérieure/extérieure, l'hôtel est équipé d'une patinoire, une salle de cinéma, un terrain de football, un spa, une boutique de fleurs et d'objets de décoration, d'un lac artificiel, ainsi que des écuries avec chevaux et poneys,. Le bois est omniprésent dans les constructions. C'est le second lieu de Nick Jones basé sur ce concept de lieu campagnard luxueux, une « ferme contemporaine », après Babington House. Plusieurs clients sont par ailleurs membres du club privé Soho House (en) créé lui aussi par Nick Jones en 1995. À la réservation, chaque client communique sa pointure, puis une paire de bottes Wellington est mise à disposition à l'entrée du cottage avec un vélo adapté à chaque client.
Passé la barrière en bois à l'entrée, l'établissement n'autorise que ces vélos, à l'exception des anciens camions de laitiers des années 1950, convertis à l'électrique et utilisés pour transporter clients, bagages ou linge de maison,. Si l'ensemble est construit comme un village à l’ambiance hédoniste, le bâtiment central de Soho Farmhouse, The Farm, est le lieu de rencontre avec sa cuisine ouverte produisant des repas bios dégustés devant la cheminée ou la bibliothèque. Le chef est Tom Aikens et il dirige parfois un atelier culinaire au sein de l'établissement. En parallèle, diverses animations autour de la nourriture ont lieu, telles The Shack, un restaurant du week-end faisant découvrir de la cuisine de différentes parties du monde ou un restaurant japonais. La grande majorité de la nourriture répond au principe « from farm to table » (« de la ferme à la table ») puisque 600 variétés de plantes sont cultivées dans un potager de 2 500 m2 attenant aux cuisines. L'hôtel dispose également de sa propre boucherie où les bœufs sont livrés vivants avant d'être utilisés comme nourriture. Mais également d'« une épicerie-traiteur avec cave à vin, fromages, jambons fumés sur place, jus bio, tartes et pâtisseries ».

### Personnalités
Rapidement, l'hôtel à peine terminé devient un repaire de multiples personnalités, artistes, politiques, médias bobos,, un lieu où « il faut être vu ». Mark Ronson y organise une fête en présence de George Clooney ainsi que David Cameron et sa femme qui viennent en voisin. Mick Jagger, Adele, Kate Moss, David et Victoria Beckham y séjournent. La famille royale d'Angleterre est représentée par le prince Harry ou les princesses Eugenie et Beatrice d'York.

### Sources
- (en) Ella Marshall, « Soho Farmhouse, Oxfordshire, UK », sur wallpaper.com, Wallpaper*, 21 septembre 2015
- Clara Le Fort, « Le repaire Soho Farmhouse, ferme bio et so chic », sur lesechos.fr, Les Échos, 2 octobre 2015
- Nathalie Chahine, « Un nouveau chic anglais », L'Express Styles, no supplément à L'Express n° 3354,‎ 14 au 20 octobre 2015, p. 66 à 69
- Dorane Vignado, « Soho Farmhouse : aller simple pour le country chic à Oxfordshire », sur o.nouvelobs.com, L'Obs, 13 mars 2016
- (en) Jean Moir, « The super swanky ‘farm’ where the trendy elite - including Dave and Sam - play at being country folk... », sur dailymail.co.uk, The Daily Mail, 22 avril 2016